# Anders Fahlman
Anders Fahlman, född 17 april 1937, är en svensk forskare och professor emeritus i fysik vid Linköpings universitet. Fahlman har forskat i Sverige och i USA och även samarbetat med nobelpristagaren Kai Siegbahn. Anders Fahlman innehade posten som  Svenska Frimurare Ordens Stormästare under åren 2001 till 2012.